# Муняковице
Мунякови́це (пол. Muniakowice) — село в Польше в сельской гмине Сломники Краковского повета Малопольского воеводства.

## География
Село располагается в 5 км от административного центра гмины города Сломники и в 29 км от административного центра воеводства города Краков.
В 1975—1998 годах село входило в состав Краковского воеводства.

## Население
По состоянию на 2013 год в селе проживало 238 человек.
| 2007 | 2013 |
| ---- | ---- |
| 238  | 238  |

| Перепись  | Всего   | Всего | Женщины | Женщины | Мужчины | Мужчины |
| --------- | ------- | ----- | ------- | ------- | ------- | ------- |
| Единицы   | человек | %     | человек | %       | человек | %       |
| Население | 238     | 100   | 123     | 51,68   | 115     | 48,32   |